# Varenne (Einheit)
Varenne war ein französisches Volumenmaß in Savoyen und als Getreidemaß in Anwendung.
- 1 Varenne = 1130 Pariser Kubikzoll = 22 2/5 Liter[1]